# 아레세

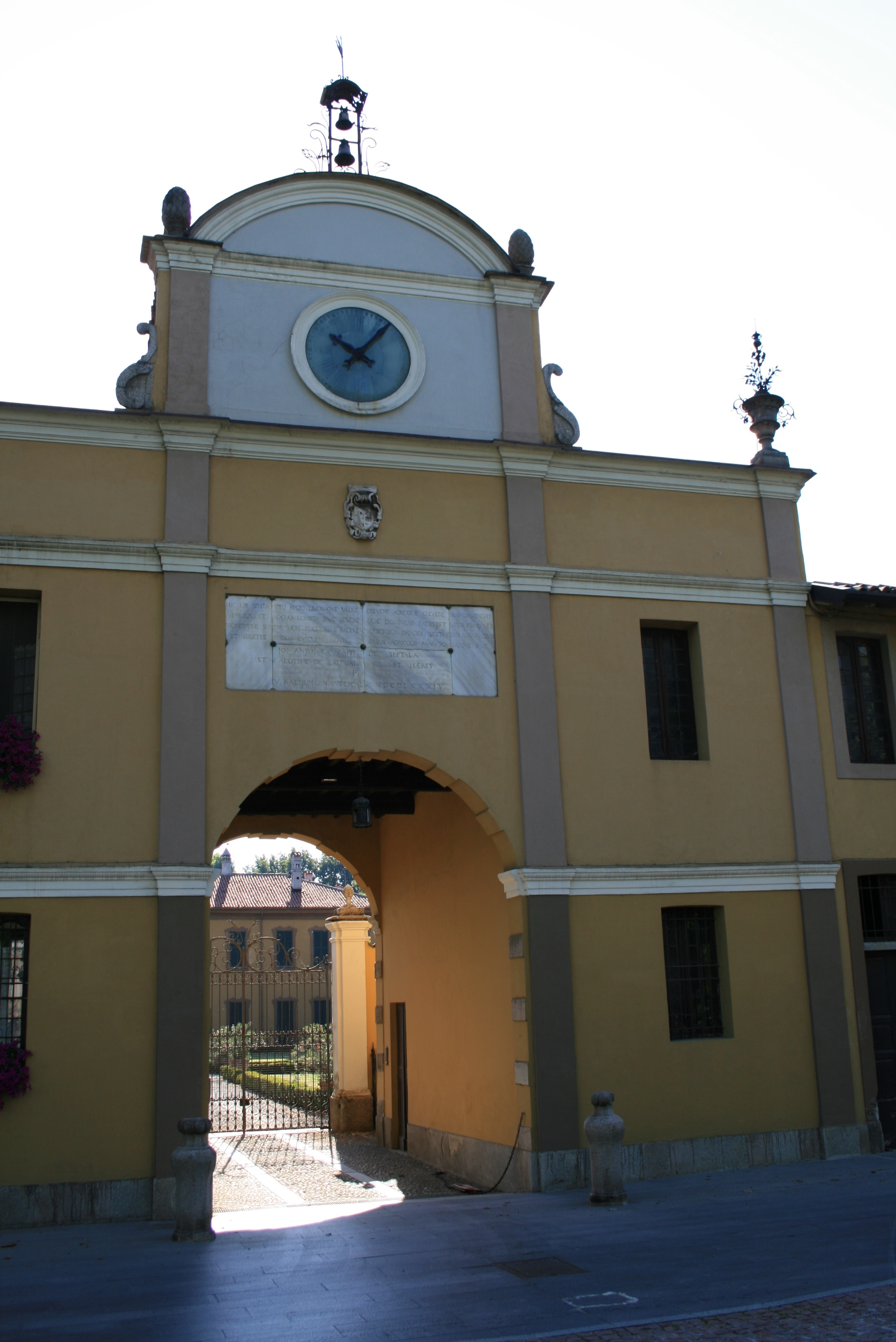
아레세에 있는 빌라 리코티(Villa Ricotti)

아레세(이탈리아어: Arese)는 이탈리아 롬바르디아주 밀라노현에 위치한 코무네로 면적은 6.5km2, 높이는 160m, 인구는 19,235명(2015년 6월 30일 기준), 인구 밀도는 3,000명/km2이다. 밀라노에서 북서쪽으로 약 12km 정도 떨어진 곳에 위치한다.

## 자매 도시
- 헝가리 모숀머저로바르
- 이탈리아 캄폴리에토